# 杨本芬
杨本芬（1940—），中國女作家。1940年出生于湖南湘阴。代表作为合称“看见女性三重奏”的女性传记小说《秋園》、《浮木》和《我本芬芳》。

## 生平
杨本芬1940年出生于湖南岳阳市湘阴县，17岁考入湘阴工业学校，后进入江西共大分校，未及毕业即下放江西农村，此后数十年为生计奔忙，后从某汽车运输公司退休。 此后离开江西老家到南京替女儿照顾孩子，在做家务的间隙窝在厨房以板凳为桌，于2003年63岁母亲离世那年开始写作，其作品最初由其女儿帮助以回忆录的形式发到网上，引起关注。 2020年6月，杨本芬80岁时出版第一本文学作品《秋园》，讲述其离世母亲的坎坷人生， 获得该年度豆瓣图书排行榜“中国文学”第二名，被誉为女性版的《活着》。之后陆续出版随笔集《浮木》讲述家人、亲戚、乡亲们的故事，以及長篇小說《我本芬芳》讲述六十年“中国式婚姻”故事。
最新作品为2023年出版的《豆子芝麻茶: 和妈妈的最后絮叨》。全书由两部分组成，第一部分《过去的婚姻》包含三个女性婚姻生活主题的短篇小说，第二部分《伤心的极限》由两篇长文组成，讲述了其母亲、哥哥相继离世的痛楚。

## 作品
| 年份       | 作品名称                      | 出版社           | 备注                               |
| ---------- | ----------------------------- | ---------------- | ---------------------------------- |
| 2020年6月  | 秋园                          | 北京联合出版公司 | 豆瓣图书Top250 No.51               |
| 2021年7月  | 浮木                          | 北京联合出版公司 | 豆瓣2021年度中国文学（小说类）No.4 |
| 2022年2月  | 我本芬芳                      | 北京联合出版公司 | 豆瓣2022年度中国文学（小说类）No.2 |
| 2023年10月 | 豆子芝麻茶 : 和妈妈的最后絮叨 | 广东人民出版社   | 豆瓣2023年度中国文学（小说类）No.2 |

## 获奖记录
- 2021年3月，《秋园》入圍第一屆PAGEONE文學獎短名單。[17]